# Метечина (Вранча)
Метечина (рум. Mătăcina) — село у повіті Вранча в Румунії. Входить до складу комуни Валя-Серій.
Село розташоване на відстані 170 км на північ від Бухареста, 35 км на північний захід від Фокшан, 107 км на північний захід від Галаца, 96 км на схід від Брашова.

## Населення
За даними перепису населення 2002 року у селі проживали 235 осіб, усі — румуни. Усі жителі села рідною мовою назвали румунську.